# Lac de la Tête-d'Or
Le lac de la Tête d'or ou lac du parc de la Tête d'or est un lac artificiel, situé dans le parc de la Tête d'or à Lyon. Il occupe une superficie d'environ 17 hectares. Il est créé lors de la création du parc lui-même en 1857.

## Îles
Le lac est agrémenté de quatre îles artificielles : 
- la Grande île (45° 46′ 56″ N, 4° 51′ 21″ E) dont l'Allée de Belle Vue fait le tour et sur laquelle se trouve le vélodrome Georges-Préveral ;
- l'île du Souvenir (45° 46′ 49″ N, 4° 51′ 05″ E), anciennement l'île aux Cygnes, accessible par un tunnel et sur laquelle se trouve le monument aux morts de l'île du Souvenir conçu par Tony Garnier ;
- l'île des Tamaris (45° 46′ 45″ N, 4° 51′ 05″ E), accessible en barque ;
- l'île Gandhi (45° 46′ 48″ N, 4° 50′ 57″ E).

## Historique
Proposé par des frères Denis et Eugène Bühler, le plan original du lac remis à l'administration en 1856 ressemblait beaucoup à celui d'aujourd'hui. Ce plan proposait l'île des Tamaris, l'île des Cygnes, l'emplacement de l'embarcadère et la Grande île. En 1911, un inventaire est réalisé par L. Eynard de la Société linnéenne de Lyon concernant les biotopes : cladocères (Cladocera) et autres cornifles (Ceratophyllum).
Les 4 et 5 juin 2020, les plongeurs de l'organisation Odysseus 3.1 réalisent une exploration afin de cartographier les lieux et inventorier la faune et la flore présentes.